# Судан на літніх Олімпійських іграх 2000
Судан брав участь у Літніх Олімпійських іграх 2000 року у Сіднеї увосьме. Країну представляло 3 спортсмени у 2 видах спорту плавання і легка атлетика), проте жоден із них не завоював медалі. Прапороносцем був Махмуд Кієно. У збірній була одна жінка.